# Fluorid dusitý
Fluorid dusitý (NF3, fluorodusík neboli trifluoramin) je plyn lehčí než vzduch. Patří k méně známým skleníkovým plynům.
Fluorid dusitý je nehořlavý plyn bez barvy a zápachu. Používá se mj. při výrobě plazmových obrazovek, solárních panelů a displejů z kapalných krystalů, také jako selektivní činidlo při leptání oxidu křemičitého.
Podle nejnovějších zjištění je fluorid dusitý skleníkovým plynem s přibližně 17 tisíc krát vyšším účinkem než oxid uhličitý. V atmosféře Země se v současnosti nachází asi 5 400 tun[zdroj?] fluoridu dusitého; z analýzy vzorků vzduchu z posledních třiceti let vyplývá, že jeho koncentrace rostla v průměru o 11 %. Přesto nepatří mezi plyny, jejichž emise jsou omezeny Kjótským protokolem. Podle názoru některých vědců by proto v budoucnosti měly jeho emise kontrole podléhat. V EU jsou fluorované skleníkové plyny již regulovány.